# Morán Valverde (Trolebús de Quito)
La Estación Morán Valverde es la principal parada integradora del Corredor Trolebús al sur de la ciudad de Quito (Ecuador). Se encuentra ubicada sobre la avenida Quitumbe Ñan, intersección con Morán Valverde, en la parroquia Quitumbe.
Al tener el carácter de integradora, la estación cumple la función de interconectar diferentes sistemas de transporte de la ciudad, en este caso las unidades biarticuladas del Trolebús en sí mismo, con los autobuses alimentadores que se dirigen hacia los barrios periféricos del oriente y occidente de este sector de la urbe. Este servicio de trasbordo mantiene una tarifa también integrada.

## Historia
Su construcción inició durante la administración del alcalde Roque Sevilla, pero se terminó e inauguró durante el primer año de la gestión de Paco Moncayo, en el 2000. Fue concebida como la nueva estación final del sistema para el sur de la urbe, quitándole a la estación El Recreo el título como la más meridional. Su nombre se debe en honor al capitán Rafael Morán Valverde quién era un marino reconocido, por lo que el icono representativo de la estación es un ancla.
Durante la administración de Augusto Barrera (2010), una nueva extensión que conectaría al Trolebús con el Terminal Terrestre Quitumbe, hizo de este el nuevo punto más meridional del sistema.  

## Circuitos y Rutas alimentadoras
La estación sirve al público con las siguientes rutas alimentadoras:
| C2   | El Labrador - Morán Valverde              |
| MV08 | Morán Valverde - Martha Bucaram           |
| MV45 | Morán Valverde - San Francisco de Huarcay |

Hasta 2011 la estación tuvo otras rutas alimentadoras, hoy trasladadas al Terminal Quitumbe u otras estaciones:
- Camal Metropolitano
- Ciudadela del Ejército
- Guamaní
- San Martín.